# Ale Yarok

Vlag van Ale Yarok

Ale Yarok (Hebreeuws: עלה ירוק, Nederlands: Groen blad) is een politieke partij in Israël. Belangrijke punten op het partijprogramma zijn de legalisatie van marihuana, alle vormen van gokken en prostitutie. Het symbool van de partij is een hennepblad, en op stembiljetten heeft de partij de tekens קנ.  Ale Yarok is een voorstander van groene politiek en het vrijheid van informatie.
De partij deed mee aan de verkiezing voor de 15e en 16e Knesset, in respectievelijk 1999 en 2003. In de verkiezingen van 28 januari 2003 ontving de partij 37.855 stemmen, of 1,2% van het electoraat. Dat zou genoeg zijn voor een zetel, maar omdat het minimum voor vertegenwoordiging in de Knesset op 1,5% stond (dat waren 47.226 stemmen), verkreeg de partij geen vertegenwoordiging in het Israëlisch parlement. Sindsdien is het minimum verhoogd naar 2%. In 2009 werd partijleider Ohad Sjem-Tof geroyeerd, waarna hij samen met de door Holocaustoverlevenden geleide partij "Nieuw Zionisme" een partij genaamd Oud-Leerlingen van Ale Yarok en Overlevers van de Holocaust stichtte. 
Het motto van de partij in 1999 was: Ale Yarok o ale lanajedet, hetgeen "Groen blad of ga de politiewagen in" betekent (ale betekent zowel "blad" als "stijg"). In 2003 was het motto: Ale Yarok - haderech el hachofesj. Dit betekent "Groen Blad - de weg naar de vrijdom". Sinds 2015 is de motto van de partij "Groen Blad, de liberale lijst".